# Pullman Eindhoven Cocagne
Pullman Eindhoven Cocagne, vroeger Hotel de Cocagne en Hotel Dorint Cocagne, is een hotel in het centrum van Eindhoven, gelegen aan de Vestdijk 47. Het moderne hotel ligt in een gebouw tegenover winkelcentrum Heuvel Eindhoven. Het werd ontworpen door de Rotterdamse wederopbouw-architect Herman Bakker.

## Het hotel
Op de begane grond is een restaurant gevestigd. Ook zijn er een fitnessruimte, een binnenzwembad en een spa. Het hotel beschikt daarnaast over achttien vergaderruimten.

## Geschiedenis
Het hotel is gebouwd in opdracht van Philips. Het Philips Pensioenfonds had geld belegd in de bouw van dit hotel. Het hotel werd op 1 juni 1962 door burgemeester Witte geopend als Grand Hotel Cocagne. Aangezien Philips eigenaar was van het hotel, werden Philips-gasten in dit hotel bij voorkeur ondergebracht.
In 1984 beschikte het hotel over 207 kamers, twee restaurants, een bar en acht zalen. Ook was er een parkeergarage. In 1987 vond er een modernisering van de hotelkamers plaats en werd het interieur gewijzigd. Het hotel werd in de jaren '90 overgenomen door Dorint.
In 2010 werd het hotel uitgebreid en verbouwd, en werd het overgenomen door Pullman.
De exploitatie is tegenwoordig in handen van Accor Hotels. In april 2020 werd Ed Hollander uit Valkenswaard de nieuwe eigenaar van het gebouw waar hotel Pullman Eindhoven Cocagne in is gevestigd. Hij zou 58 miljoen euro betaald hebben aan de vorige eigenaar, Aina Investment Fund. Binnen de verdichtingsvisie van de gemeente Eindhoven is deze locatie aangeduid als XL locatie met een mogelijkheid van hoogbouw tot 105 meter.